# Uppkolning
Uppkolning, ökning av kolhalten i stål genom att dess ytskikt tar upp kol från en omgivande gas, pulver eller saltbad med högre kolaktivitet än stålet. Vid den efterföljande upphettningen till ca 850-950 °C diffunderar kolet in i stålets ytskikt. Uppkolning utnyttjas bl.a. för att öka ytkolhalten hos sätthärdade stål. Behandling ger efter härdningen en mycket hård och slitstark yta.